# Cezary Łasiczka
Cezary Łasiczka – polski dziennikarz i prezenter radiowy związany z Radiem Tok FM.

## Praca w Tok FM
W radiu Tok FM prowadził kilka stałych audycji:
- Biosfera – opowieści o nieprzeciętnych postaciach historii i ich nieprzeciętnych biografiach
- Lekcja religii (2007–2013) – cykl rozmów na tematy związane z religioznawstwem,
- Niedziela w Radiu Tok FM (2011–2013), w ramach której prowadził bloki rozmów, m.in. Spis treści na tematy związane z kulturą i Lekcja religii
- Radiowa Akademia Nauk – audycja popularnonaukowa nadawana od 2008 r.
- Wieczór Radia Tok FM
- Woobie Doobie, Doobie Nights i Śniadanie na trawie (wspólnie z Wojciechem Olszakiem i Karoliną Głowacką)
- W sieci sieci (2007–2011) – program poświęcony trendom internetowym, socjologii Internetu i tematyce bezpieczeństwa w sieci

Audycja Woobie Doobie, którą stworzył i prowadził wspólnie z Wojtkiem Olszakiem została w marcu 2006 skrytykowana oficjalnie przez Krajową Radę Radiofonii i Telewizji; program ten był nominowany w 2008 do nagrody MediaTory w kategorii Akumulatory
Od października 2012 jest prezenterem pasma przedpołudniowego Tok FM w dni powszednie. Łasiczka zastąpił w roli gospodarza tej części dnia zmarłą Annę Laszuk. Początkowo pasmo nosiło tytuł Konfrontacje i trwało od 10:00 do 11:30. Po zmianach w ramówce w czerwcu 2013, spowodowanych odejściem ze stacji Grzegorza Chlasty, program zmienił nieco formułę, wrócił do używanego wcześniej przez Łasiczkę tytułu OFF Czarek i został przedłużony o godzinę.

## Nagrody i wyróżnienia
Był nominowany w 2010 do nagrody MediaTory w kategorii Inicjator. Wraz z Hanną Zielińską otrzymał nagrodę „Popularyzator Nauki 2010” w konkursie organizowanym przez serwis Nauka w Polsce Polskiej Agencji Prasowej i Ministerstwo Nauki i Szkolnictwa Wyższego. W 2011 otrzymał od Polskiej Izby Książki nagrodę PIK-owy Laur za promowanie książek i czytelnictwa w mediach elektronicznych. W listopadzie 2013 r. znalazł się pośród finalistów Konkursu Nagrody Newsweeka im. Teresy Torańskiej. W 2015 otrzymał wyróżnienie specjalne Prezesa Izby Architektów RP za cykl audycji radiowych poruszających temat roli architekta w kreowaniu przestrzeni.
Nominowany w 2019 w Plebiscycie Osobowości 25-lecia miesięcznika „Architektura-murator” w kategorii Promocja i popularyzacja architektury, jako jedna z osób, które wywarły największy wpływ na kształt architektury w Polsce i jej promocję.